# Сычугов, Дмитрий Юрьевич
Дми́трий Ю́рьевич Сычу́гов (род. 1955) — математик, доктор физико-математических наук, профессор кафедры автоматизации научных исследований факультета ВМК МГУ.

## Биография
Окончил московскую среднюю школу № 706 (1972), факультет вычислительной математики и кибернетики МГУ (1977), аспирантуру факультета ВМК (1980).
Защитил диссертацию «Численное исследование МГД-процессов в тороидальной плазме» (научный руководитель А. М. Попов) на степень кандидата физико-математических наук (1981).
Защитил диссертацию «Математическое моделирование процессов удержания плазмы в тороидальных ловушках» на степень доктора физико-математических наук (2013).
Присвоено учёное звание профессора (2017).
В Московском университете работает с 1980 года в должностях ассистента, старшего преподавателя, доцента (с 1990), профессора (с 2016) кафедры математической физики, затем кафедры автоматизации научных исследований.
Область научных интересов: математическое моделирование, вычислительная физика плазмы..
Сычуговым разработан и внедрён (Курчатовский институт, ИОФАН) пакет численных алгоритмов расчета равновесия и исследования МГД-устойчивости плазмы в установках токамак и стелларатор, а также магнитной диагностики. Данные алгоритмы применялись при проектировании установок токамак. Впервые было проведено сопоставление результатов численного моделирования и эксперимента по исследованию устойчивости плазмы. Выполнен цикл работ по изучению магнитных островов в плазме стелларатора. Получен ряд теорем о топологических структурах линий уровня решений нелинейных эллиптических уравнений. Для решения прикладных задач физики плазмы разработана теория координат с изменяющейся топологией координатных поверхностей.
Автор 5 книг и более 80 научных статей.